# Багатозяброподібні
Багатозяброподібні (Hexanchiformes) — ряд риб з надряду акул, що має 2 родини, 4 роди та 6 видів. До того ж вимерлими є 1 рід та 12 видів. Викопні рештки цих акул відомі з юрського періоду (150 млн років тому).

## Опис
Ці акули відносяться до найпримітніших представників свого надряду. Загальна довжина представників цього ряду коливається від 1,5 до 6 м, вага сягає до 300-400 кг. Голова витягнута, морда дещо сплощена. З кожного боку голови розташовано 6 або 7 зябер (в залежності від роду), що широко поділені на горлі. Звідси походить назва цих акул. Очі невеликі з немигаючою мембраною. Тулуб витягнутий з єдиним плавцем. Хвіст доволі довгий. Анальний плавець добре розвинений. Забарвлення тіла сірувате, бурувате, світло-коричневе.

## Спосіб життя
Це переважно донні риби. Полюбляють середні та великі глибини. Зустрічаються на глибинах до 1500 м. Живляться донними рибами.
Це яйцеживородні акули.

## Розповсюдження
Трапляються в Індійському, Тихому та Атлантичному океанах.

## Класифікація
Сучасні родини та роди
- Родина Chlamydoselachidae
  - Chlamydoselachus
- Родина Hexanchidae
  - Heptranchias
  - Hexanchus
  - Notorynchus